# Nine Destinies and a Downfall
«Nine Destinies and a Downfall» — третій студійний альбом норвезького готик-метал-гурту Sirenia. Реліз відбувся 23 лютого 2007 року.

## Список композицій
| #     | Назва                                                            | Тривалість |
| ----- | ---------------------------------------------------------------- | ---------- |
| 1.    | «The Last Call»                                                  | 4:45       |
| 2.    | «My Mind's Eye»                                                  | 3:41       |
| 3.    | «One by One»                                                     | 5:28       |
| 4.    | «Sundown»                                                        | 5:05       |
| 5.    | «Absent Without Leave»                                           | 4:54       |
| 6.    | «The Other Side»                                                 | 3:55       |
| 7.    | «Seven Keys and Nine Doors»                                      | 4:55       |
| 8.    | «Downfall»                                                       | 4:44       |
| 9.    | «Glades of Summer»                                               | 5:36       |
| 10.   | «My Mind's Eye» (радіо-версія, бонусний трек обмеженого видання) | 3:17       |
| 46:18 |                                                                  |            |

## Учасники запису
- Мортен Веланд — гітари, ґроулінг (всі треки, окрім #4, #7, #8), чистий чоловічий вокал (в треках #5, #7), бас-гітара, клавіші, програмування
- Моніка Педерсен — жіночий вокал (всі треки)
- Джонатан Перез — ударні
- Деміан Шуріен, Матью Ландрі, Еммануель Зольден, Сандрин Гаутбель — хор (всі треки)

## Чарти
| Чарт (2007)         | Місце |
| ------------------- | ----- |
| French Albums Chart | 134   |
| German Albums Chart | 54    |
| Swiss Albums Chart  | 85    |